# André Saint-Mleux
André Saint-Mleux, né le 25 septembre 1920 à Saint-Malo et mort le 7 octobre 2012 à Roquebrune-Cap-Martin, est un haut fonctionnaire et diplomate français, ministre d'État de la principauté de Monaco de 1972 à 1981.

## Biographie
Administrateur adjoint des services civils de l'Indochine (1940), administrateur (1946), il est le secrétaire de la délégation française à la conférence franco-vietnamienne de Fontainebleau (1946).
Conseiller diplomatique adjoint d'Émile Bollaert (haut-commissaire de France en Indochine), attaché à la direction politique du ministère de la France d'outre-mer (1950), major du concours interne 1950 puis élève de l'école nationale d'administration (ENA) promotion Paul Cambon 1951-1953 (major), il devient en 1953 secrétaire d'ambassade à la direction des affaires politiques du ministère des Affaires étrangères. 
Chef de cabinet de Guy La Chambre (ministre d'État chargé des relations avec les États associés 1954-1955), conseiller technique au cabinet du ministre délégué à la présidence du Conseil (1955), à la direction générale des affaires politiques, ministère des Affaires étrangères (octobre 1955), il est nommé directeur de cabinet de Paul-Henri Spaak (secrétaire général de l'OTAN 1957), puis consul général de France à Hong Kong (1962) et consul général de France à Munich (1965).
Chef du service des échanges culturels (1968) puis chef des services de la diffusion et des échanges culturels (1969), ministre plénipotentiaire (1969), il est ministre d'État de la principauté de Monaco de 1972 à 1981. Directeur général (1981), président (1982) il est ensuite président délégué de la Société des bains de mer de 1982 à 1988.

## Décorations
- Officier dans l’ordre national de la Légion d’honneur (France), 1966
- Croix de guerre 1939-1945